# Henryk Benedykt Stuart
Henryk Benedykt Stuart, Henry Benedict Maria Clement Thomas Francis Xavier Stuart (ur. 6 marca 1725 w Rzymie, zm. 13 lipca 1807 we Frascati) – brytyjski kardynał.

## Życiorys
Był synem Jakuba Stuarta i Marii Klementyny Sobieskiej (wnuczki Jana III). Ochrzcił go osobiście papież Benedykt XIII. Jego ojciec nadał mu tytuł księcia Yorku.
Został tonsurowany (włączony do duchowieństwa) 30 czerwca 1747 przez papieża Benedykta XIV. Kilka dni później, 3 lipca został mianowany kardynałem. Święcenia kapłańskie otrzymał 1 września 1748.
W 1758 otrzymał święcenia biskupie (jako tytularny arcybiskup Koryntu). Pełnił różne urzędy w Kurii Rzymskiej, m.in. był archiprezbiterem bazyliki św. Piotra, a od 1763 aż do śmierci stał na czele Kancelarii Apostolskiej. 1761–1803 był biskupem Frascati, w latach 1803–1807 był dziekanem Kolegium Kardynalskiego (kardynałem-biskupem Ostii).
Pretendował do tronu Szkocji i Anglii z ramienia jakobitów jako Henryk IX (w Anglii) i Henryk I (w Szkocji).
Po śmierci został pochowany w bazylice św. Piotra na Watykanie. Wraz ze śmiercią Henryka Stuarta wygasła męska linia Stuartów. Prawa do korony brytyjskiej, zgodnie z popieranymi przez jakobitów legitymistycznymi zasadami sukcesji, przeszły na byłego króla Sardynii Karola Emanuela IV (praprawnuka siostry Karola II i Jakuba II i VII – Henrietty Anny).
Był ostatnim żyjącym kardynałem z nominacji Benedykta XIV. Posiadał tytuł kardynała od chwili nominacji do śmierci przez 60 lat i 10 dni – najdłużej w historii Kościoła katolickiego.